# Otto Gibel
Otto Gibel (auch: Gibelius; * 1612 in Burg auf Fehmarn; † 20. Oktober 1682 in Minden) war ein Musiktheoretiker, Komponist und Pädagoge.

## Leben und Wirken
Otto Gibels Vater, Abraham Gibelius, war Probst in Burg auf Fehmarn. Da auf Fehmarn die Pest wütete, verließ Otto Gibel die Insel und zog zu Verwandten nach Braunschweig, wo er an der Katharinenschule seine Ausbildung erhielt. Ab 1631 erhielt er dort Musikunterricht von Heinrich Grimm, einem Schüler von Michael Praetorius. 1634 erhielt Gibel eine Anstellung als Kantor in Stadthagen und 1642 wurde er als Lehrer an die Lateinschule in Minden berufen. 1649 erhielt er hier die Stelle des Kantors, die er bis an sein Lebensende ausübte.
Gibel galt als einer der bedeutenden Musiktheoretiker und Schulgesangslehrer seiner Zeit, der in seinen Schriften ein weitreichendes musikalisches und theoretisches Wissen vermittelte. Er nutzte für die schulische Ausbildung ein System von Tonsilben, die Solmisation. Als Komponist beherrschte Gibel die musikalischen Stile und Formen seiner Zeit.
In seinen Propositiones mathematico-musicæ (1666) beschrieb er die zu seiner Zeit übliche Standard-Temperatur für Tasteninstrumente, die mitteltönige Temperatur, und ging dabei wie selbstverständlich von 14 Tönen pro Oktave aus, d. h. von zusätzlichen Tönen in Gestalt gebrochener Obertasten (sog. Subsemitonien). Eine Auflage dieses Traktats, in dem er auch einen vage zustimmenden Brief Heinrich Schütz’ zitiert, widmete er "Meinen allerseits Großgünstigen / Hochgeehrten Herren / und sehr werten lieben Freunden" in Hamburg, Lübeck und Braunschweig: Christoph Bernhard, Franz Tunder, Matthias Weckmann und Delphin Strungk.
Johann Mattheson schrieb in seiner Grundlage einer Ehrenpforte (1740) über Gibel:
„Ich glaube, das tausend auf Universitäten gehen, und viele Jahre daselbst zubringen, die diesem Manne, der keine derselben besuchet hat, an Gelehrsamkeit, absonderlich an musikalischer, nicht gleich komme.“
Werkverzeichnis bei Brandhorst 1991.

## Werk
- Erster Teil geistlicher Harmonien (für 1–5 Stimmen) (Hamburg, 1671, verschollen).
- Ach, das ich nicht hören sollte, Geistliches Konzert für zwei Altstimmen und Basso continuo (Celle, 1645).
- Ehr sey dem Vater und dem Sohn, Geistliches Konzert für Sopran, Alt, Tenor Bass und Basso continuo (Celle, 1645).
- Die Eitelkeit der Welt: Es ist alles gantz eitel, Kantate zu 5 Stimmen, 3 Gamben und Basso continuo (Minden, 1673).
- Die Liebe Gottes: Ich hab dich je und je geliebet, Kantate zu 4 Stimmen, 2 Violinen, Gamben und Basso continuo (Handschrift, 1673).

## Schriften in Originaltiteln
- Seminarium modulatoriae vocalis, das ist: ein Pflantzgarten der Singkunst, in welchen deroselben erst anfahende Schüler gantz leicht und vortheilhafftig können erzogen [...] werden, dessen Methodus in vorgeheffter Praefation ordentlich beschrieben. Für alle vier Menschen-Stimmen und Sänger also zugerichtet und publiciret durch Ottonem Gibelium. Celle 1645; Bremen 1657 und Rinteln 1658 urn:nbn:de:bvb:12-bsb00093645-2.
- Kurtzer, jedoch gründlicher Bericht von den Vocibus Musicalibus, darin gehandelt wird von der musicalischen Syllabication, oder [...] von der Solmisation [...] für diejenigen, so mit Unterweisung der Jugend im Singen umbgehen, zu wolmeinenden Nachricht auffgesetzet von Ottone Gibelio. Jacob Köhler, Bremen 1659.
- Ottonis Gibelii Femariâ-Holsati: Introductio musicae theoreticae didacticae in quâ praecupua ejus principia, cum primis vero mathematica [...] summâ pariter perspicuitate ac brevitate proponuntur; nec tantùm ad monochordum, sed alia quoque hodie usitatiora et nobiliora instrumenta, tùm secundùm veterem tùm novam musices rationem, accuratè applicantur. pars generalis: Jacob Köhler, Bremen 1660 urn:nbn:de:bvb:12-bsb10527212-4. (Digitalisat)
- Propositiones mathematico-musicæ, Das ist: Etliche fürnehme und gar nützliche Musicalische Auffgaben/ auss der Mathesi demonstriret, und nach Beschaffenheit in beygefügten Kupfferstücken künstlich repræesentiret und für Augen gestellet/ Allen wahren Music-Liebhabern zum besten auffgesetzet und an Tag gegeben. Von Ottone Gibelio. Johann Ernst Heydorn (Heddewig Witwe), Minden an der Weser 1666[3]